# Kolskaya (schip, 1985)
De Kolskaya was een hefplatform (jackup) dat dienstdeed in het Russische Verre Oosten. Het werd in 1985 gebouwd door Rauma-Repola in Finland naar een ontwerp van Gusto Engineering en was eigendom van het Russische bedrijf ArktikmorNeftegazRazvedka (AMNGR), een dochteronderneming van Zarubezhneft. Het was 69 meter lang en 80 meter breed, en bood ruimte voor maximaal 102 mensen. Zijn nominale waterdiepte voor operaties was 100 m. De boordiepte was 6500 meter.
Op 18 december 2011 was het platform tijdens een sleepreis in een zware storm gekapseisd, waarna het zonk in de Zee van Ochotsk. De Kolskaya werd gesleept door de ijsbreker Magadan en de sleepboot Neftegaz-55 na een verkenning voor Gazprom van het schiereiland Kamtsjatka. Het incident gebeurde zo'n 200 kilometer voor de kust van het eiland Sakhalin in water van dan meer een kilometer diep. De zoek- en reddingsacties begonnen na het zinken en werden vijf dagen later op 22 december stopgezet. Van de 67 mensen aan boord van de Kolskaya werden 14 gered. 36 anderen werden opgegeven als vermist. Slechts 17 lichamen zijn geborgen. Het was met 53 doden/ vermisten het ongeval met het grootste aantal slachtoffers dat de Russische oliesector tot dan toe had meegemaakt.